# グレゴリー・ブラックスランド
グレゴリー・ブラックスランド（Gregory Blaxland, 1778年6月17日 – 1853年1月1日）は、イギリス・ケント州フォードウィッチ出身、イギリス領オーストラリアで活動した農場経営者・探検家。1813年にヨーロッパ人入植者によって成し遂げられたグレートディヴァイディング山脈のブルー・マウンテンズ横断探検の共同指揮を執ったことで知られる。

## 経歴
父親のジョン・ブラックスランドは1767年から1774年にイングランド・ケント州フォードウィッチの首長を務めた人物であり、ブラックスランド家は何世代にもわたって近隣に土地を所有していた。母親のメアリーはパーカー大尉の娘だった。1778年6月17日、グレゴリー・ブラックスランドはジョンとメアリーの4番目の息子として生まれ、ケント州カンタベリーのキングズ・スクールに通った。1799年7月には聖ジョージ殉教者教会で、ジョン・スパードンの娘である20歳のエリザベスと結婚式を挙げた。グレゴリーとエリザベスは5人の息子と2人の娘を儲けた。
ブラックスランドの友人には博物学者・植物学者のジョゼフ・バンクスがおり、グレゴリーと弟のジョンはイギリス領オーストラリア移住を決断するにあたってバンクスに大きな影響を受けた。イギリス政府はブラックスランドに新天地での土地の提供を約束し、1805年9月1日、ブラックスランドは妻や3人の子ども、2人の使用人、労働監督者とともにウィリアム・ピット号に乗り込み、何頭かの羊、穀物の種子、ミツバチ、工具、食料や衣類も持ってイギリスの港を出港した。アーサー・フィリップ初代ニューサウスウェールズ総督率いるファースト・フリート（最初の囚人船団）がオーストラリアに入植を開始してからわずか17年後のことだった。1806年4月1日にシドニーに到着すると、所有物の多くを売却して資金を作り、4,000エーカー（1,600ヘクタール）の土地と80頭の牛を購入。40人の囚人労働者の提供を約束され、ダーシー・ウェントワースから1500ポンドでイーストウッドのブラッシュ・ファームに450エーカーの土地を買い足した。この後すぐに、ウィリアム・ピット号の船長に対する訴訟を開始したことには彼の性格が表れている。ブラックスランドはシドニー西方のサウス・クリークで農場を経営した。
さらなる牧場用地を必要としていたブラックスランドは1813年初頭に、ニューサウスウェールズ総督のラクラン・マクォーリーからグレートディヴァイディング山脈のブルー・マウンテンズを河川や谷沿いではなく尾根伝いに足を進める探検の承認を得た。1813年5月から6月、ブラックスランドはウィリアム・ローソン、ウィリアム・ウェントワース、4人の従者、5匹の犬、4匹の馬とともに、ブルー・マウンテンズの横断探検を行った。往路に21日間、復路に6日間を要したこの探検は成功を収め、山脈西側に広大な平原を発見。入植者たちは山脈西側を農場として使用することが可能となった。探検を共同指揮した3人は探検成功の報酬として、マクォーリー総督から山脈西側に1,000エーカー（400ヘクタール）の土地を与えられている。1814年にはこの平原を開発するための拠点都市としてバサーストが建設されている。
ブラックスランドは畜産業に加えて農業も行っており、南アフリカのケープタウンから持ち込んでいたブドウの木をパラマッタ・ヴァレーに植え、ボルドースタイルのワインを生産した。1822年には生産したワインの見本を抱えてイギリスに向かい、1823年にはロンドンで『Journal of a Tour of Discovery  Across the Blue Mountains』を出版した。ブラックスランドは海外で賞を勝ち得たオーストラリア初のワイン生産者であり、持参したワインはイギリス王立芸術協会によって銀賞が与えられた。

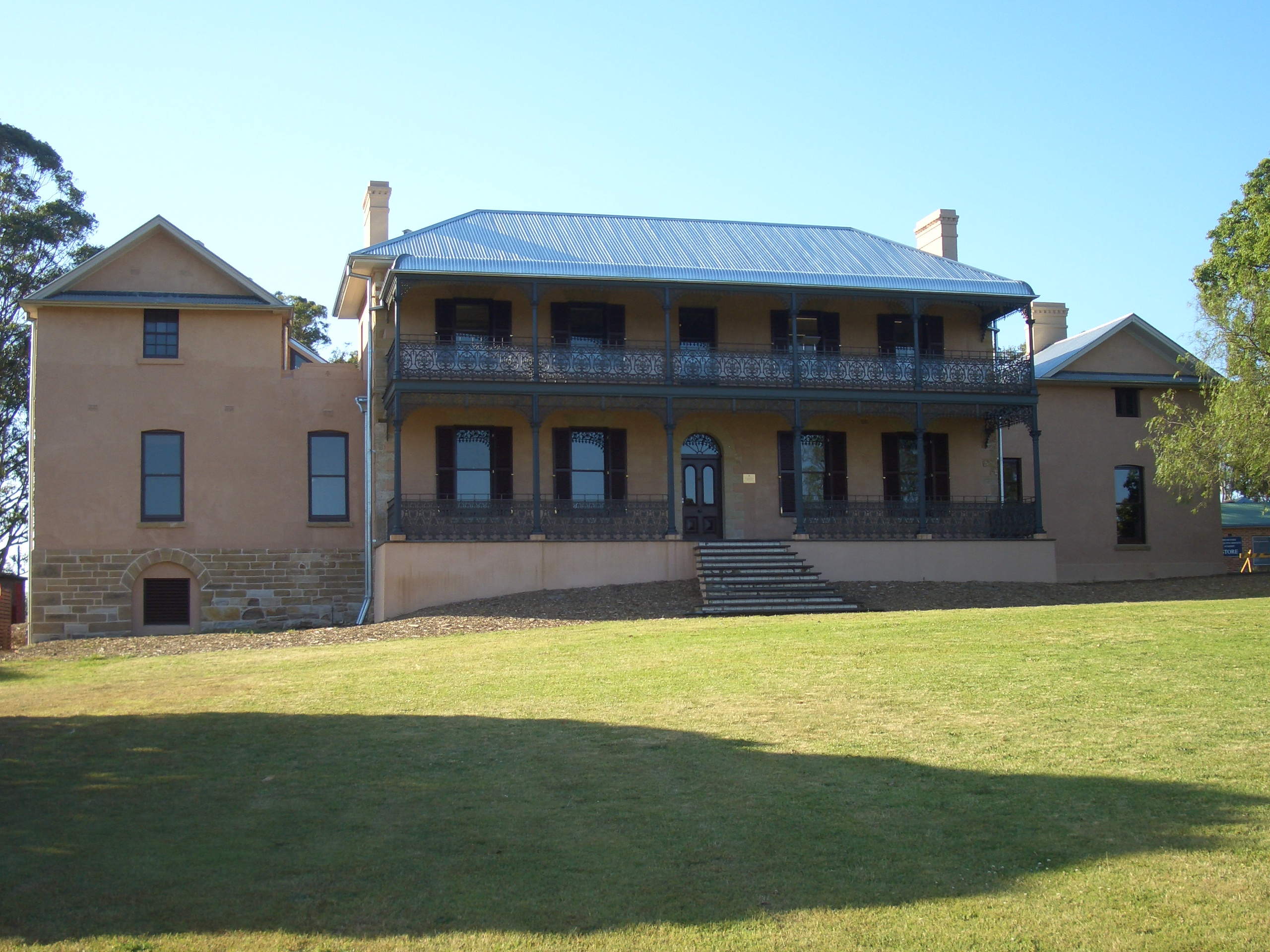
ブラックスランドが建てたイーストウッド・ブラッシュ・ファームハウス
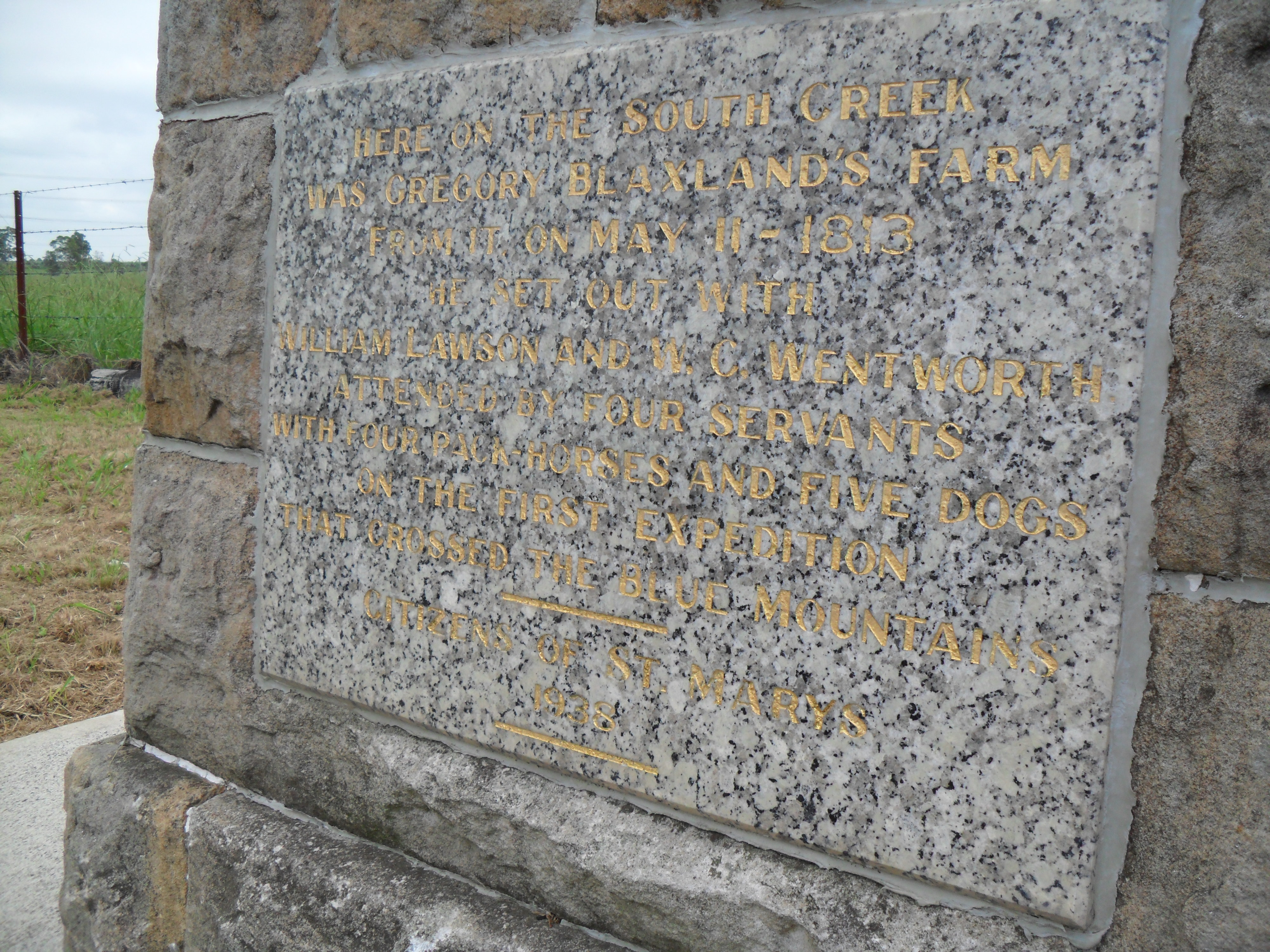
横断探検を行った3人の記念碑（ルデナム・ロード）
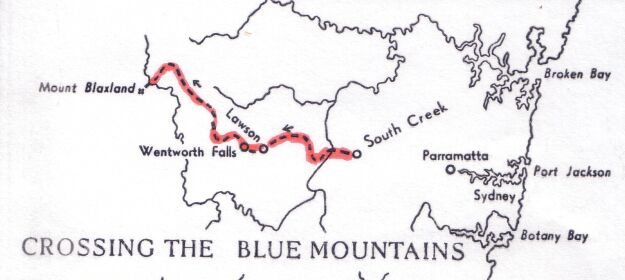
3人の横断探検ルート

## 評価
シティ・オブ・ブルー・マウンテンズにあるブラックスランドという町の名称はグレゴリー・ブラックスランドに因んでいる。有権者約10万人を持つ面積62km2のブラックスランド選挙区、全長10kmのブラックスランド川（ブラックスランド・クリーク）という涸川も同様である。
1963年にはオーストラリア郵便公社によって、ブラックスランド、ローソン、ウェントワースのブルー・マウンテンズ横断探検の様子を描いた切手が発行された。

## 出版物
- The Journal of Gregory Blaxland, 1813
- Journal of a Tour of Discovery Across the Blue Mountains, 1823[9]
- Wine from New South Wales, 1828